# Xorides gracilicornis
Xorides gracilicornis là một loài tò vò trong họ Ichneumonidae.